# هجوم المعجم
في استخراج المعمى وأمن الحاسوب، هجوم المعجم (بالإنجليزية: Dictionary attack)‏ هو تقنية تمكن من كسر النص المُعَمَّى  باستعمال جميع الحالات الممكنة لمعرفة كلمة السر أو مفتاح التعمية حتى وإن وصل عددها إلى المئات أو حتى الملايين. لهذا السبب، سميت هذه التقنية بهجوم المعجم.